# Cephalops navus
Cephalops navus är en tvåvingeart som först beskrevs av Hardy 1952.  Cephalops navus ingår i släktet Cephalops och familjen ögonflugor.
Artens utbredningsområde är Kongo. Inga underarter finns listade i Catalogue of Life.